# کلاوس افنر
کلاوس افنر (انگلیسی: Klaus Ofner؛ زادهٔ ۱۵ ژوئن ۱۹۶۸) از برندگان مدال‌های بازی‌های المپیک زمستانی و اهل اتریش است.